# گابریل نورادونکیان

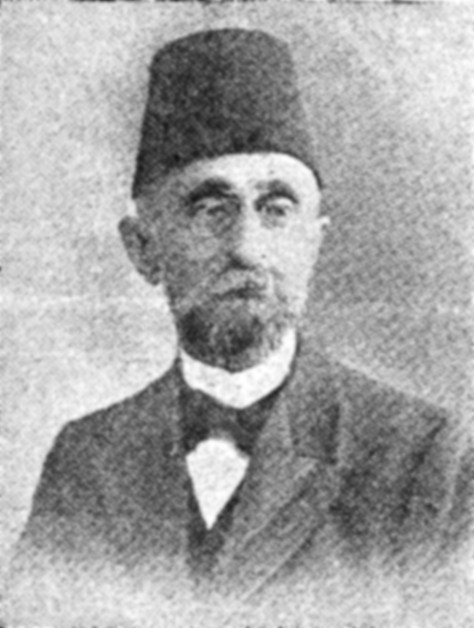

گابریل افندی نورادونکیان (ارمنی: Գաբրիել Նորադունքեան؛ ۶ نوامبر ۱۸۵۲ – ۱۹۳۶) دیپلمات و سیاستمدار ارمنی‌تبار اهل امپراتوری عثمانی که از ۱۹۰۸ تا ۱۹۱۰ به عنوان وزیر تجارت و از ۱۹۱۲ تا ۱۹۱۳ به عنوان وزیر امورخارجه امپراتوری عثمانی خدمت نمود.